# 末木明美
末木 明美（すえき あけみ、1955年5月15日 - ）は、日本のアナウンサー。山梨県立甲府西高等学校、山梨大学卒業。元山梨放送アナウンサー、オールウェーブ・アソシエツ所属。

## 出演
- 高校講座数学Ⅱ（NHKラジオ第2）
- A☆ダッシュ!!（あだちシティビジョン）
- 今夜もセレナーデ・水曜日（TBSラジオ）
- 日経CNBCニュース、ニュースコラム（日経CNBC）
- 東京ファイル23 てくテク大田（TOKYO MX）
- ABSミュージックカフェ（ABS）
- ウェイクアップメロディ（BSN・RNC）
- 末木明美の早起きバンザイ（HBCラジオ）

## 書籍
- ロシア語会話とっさのひとこと辞典　CD7枚組　DHC